# 이총언
이총언(李悤言, 858년 ~ 938년 8월 5일(음력 7월 7일))은 고려의 개국공신이며, 벽진 이씨의 시조다.

## 생애
신라 말 도적이 창궐했을 때 벽진군(碧珍郡)을 수비하여 백성을 편안하게 하였다.
태조 왕건이 고려를 건국한 뒤에 이총언에게 힘을 합하여 화란(禍亂)을 평정할 것을 제안하자, 이총언이 기뻐하며 아들 이영(李永)을 보내 군사를 거느리고 왕건을 도와 후백제와의 전쟁에 참여하도록 하였다. 이영의 당시 나이가 18세여서 태조가 대광(大匡) 사도귀(思道貴)의 딸을 그의 처로 삼아주었다. 재물과 군량을 비축하여 후삼국통일에 기여한 공으로 벽진장군(碧珍將軍)에 임명되었다.
938년(태조 21년)에 향년 81세로 사망했다.

## 사후
그의 묘가 고향인 성주군 수촌에 있다는데 이후에 소실되었다.(현재,벽진장군 명문전이 발견 이총언 장군의 묘소가 복원되었다.) 그의 후손들은 이후 벽진군을 본관으로 하여 벽진이씨가 되었고 고려초~중기에 성세를 이룬 뒤에도 사대부가로 영속하였다.
그의 영지인 벽진군은 태조가 5가야의 이름을 고치며 벽진 가야, 또는 성산가야라는 이름을 부여해, 6가야라는 이름 하에 옛 가야소국 중에 하나로 와전되었다.

## 가계
- 아들 : 이영(李永)
- 며느리 : 대광(大匡) 사도귀(思道貴)의 딸

## 이총언이 등장하는 작품
- 《태조 왕건》(KBS, 2000년~2002년, 배우:김영인)

- 드라마 태조 왕건에서 후백제가 이총언이 다스리는 벽진군을 공격하는 내용이 나오는데, 백제군의 사령관인 신검역을 맡은 배우 이광기가 이총언의 33세손이다.[3]

## 같이 보기
- 성산가야